# Joście

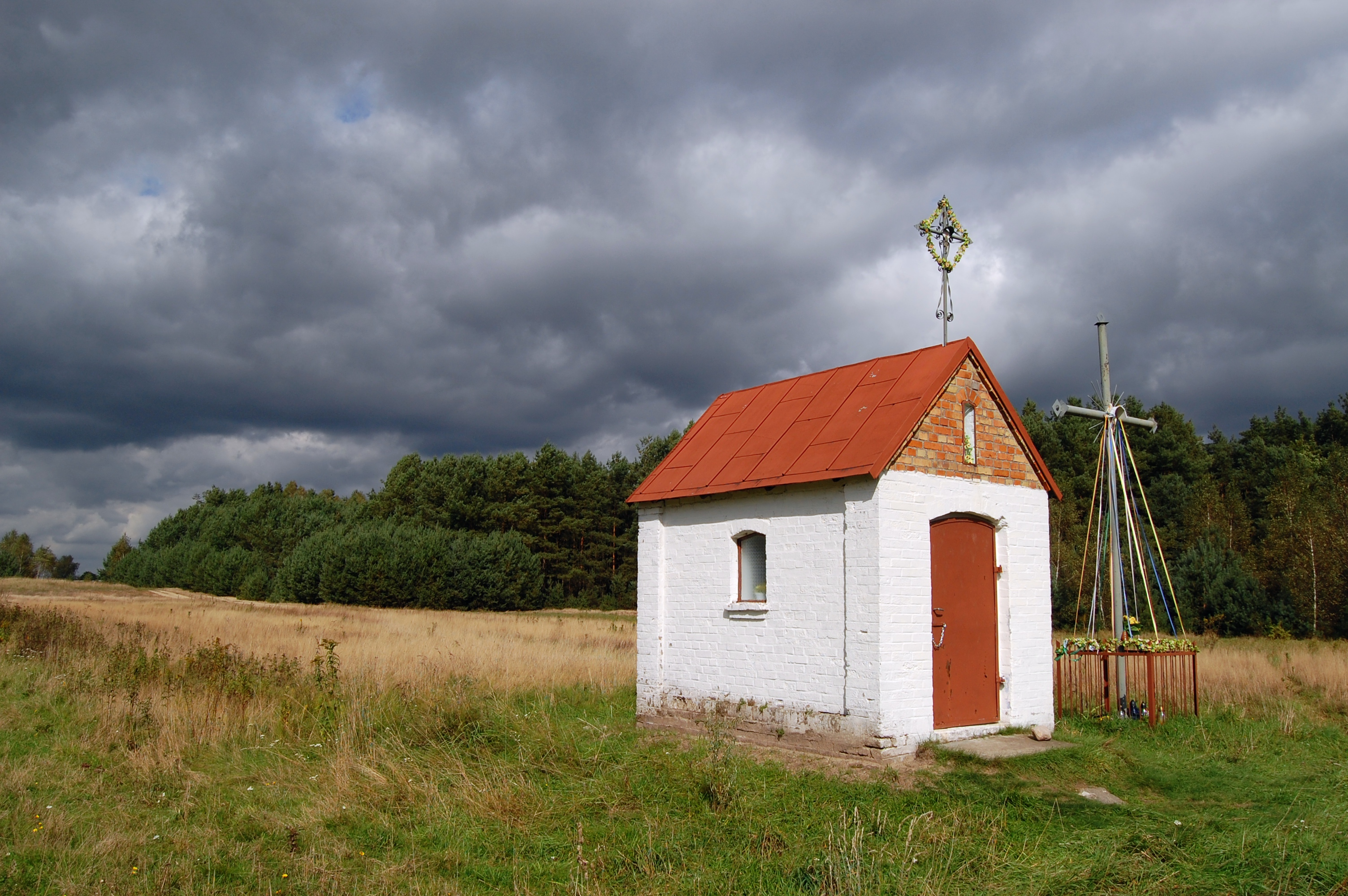
Kapliczka na Jościu

Joście – polana, uroczysko, położone 0,5 km na południe od wsi Głupianka w gminie i parafii Kołbiel. Przedchrześcijańskie święte miejsce Słowian. 
Do 1906 r. istniał tu głaz narzutowy czczony przez miejscową ludność. Posiadał on wgłębienia, w które w okresie równonocy wiosennej wkładano żywność dla biedaków. Kamień został rozbity na polecenie proboszcza parafii Kołbiel i przeznaczony na budowę schodów kościoła. 
W 1907 r. wybudowano tu pierwszą drewnianą kapliczkę, a później kolejne. W 1947 r. wybudowano obecną, murowaną kapliczkę pw. św. Anny, w której znajduje się drewniana figura z XVIII w. Z miejscem tym związane jest bardzo dużo legend, wierzeń i przesądów. Do najciekawszych należy „Proroctwo o Jościu” mówiące, że: „U kresu dziejów świata przez pola Joście przetoczy się straszna wojna. Koniec bitwy nastąpi właśnie tu na Jościu. Z gór zejdzie małe wojsko pod komendą rycerza z Barankiem Bożym – symbolem Zmartwychwstałego Chrystusa na piersi i pokona wojujące strony. Wtedy zapanuje długi i sprawiedliwy pokój.”
W kapliczce odbywają się uroczystości: w Niedzielę wielkanocną (godz. 14:00), w dzień św. Anny (26 lipca) i w święto Narodzenia Najświętszej Marii Panny (8 września), a ponadto spotkania na nabożeństwa majowe w maju i różańcowe w październiku. W 2011 roku powrócił archaiczny zwyczaj ludowy, przejścia uroczystej procesji w Niedzielę wielkanocną ze wsi Głupianka do kapliczki.